# Kryptopterus
Kryptopterus – rodzaj ryb sumokształtnych z rodziny sumowatych (Siluridae).

## Zasięg występowania
Szeroko rozprzestrzenione w Azji Południowo-Wschodniej.

## Klasyfikacja
Gatunki zaliczane do tego rodzaju:
- Kryptopterus baramensis
- Kryptopterus bicirrhis – sumiczek szklisty[3], sumek szklisty[4], sumik szklisty[5]
- Kryptopterus cryptopterus
- Kryptopterus dissitus
- Kryptopterus geminus
- Kryptopterus hesperius
- Kryptopterus lais
- Kryptopterus limpok
- Kryptopterus lumholtzi
- Kryptopterus macrocephalus
- Kryptopterus minor
- Kryptopterus mononema
- Kryptopterus palembangensis
- Kryptopterus paraschilbeides
- Kryptopterus piperatus
- Kryptopterus schilbeides
- Kryptopterus vitreolus

Gatunkiem typowym jest Kryptopterus micropus.

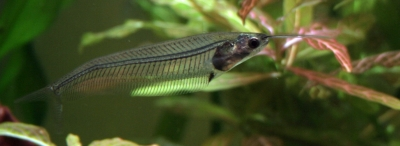
Kryptopterus minor